# Días, meses, años
Días, meses, años (en chino: 年月日) es una colección de dos novelas de Yan Lianke. Fue traducida al español por Belén Cuadra Mora y publicada en 2019 por Automática Editorial.
Una de las novelas, titulada Días, meses, años, se publicó por primera vez en 1997. La novela, que lleva el mismo título de la colección, relata la historia de un anciano de 72 años que, junto a su perro ciego Blindy, son los últimos habitantes de un pueblo en el que una sequía ahuyentó a sus pueblerinos. El anciano tiene una planta de maíz, la cual se convierte en el tercer personaje. Jamie Fisher, de The New York Times, describió al anciano como «un poco lúcido pero comúnmente sabio», y lo comparó con un personaje de una obra de Samuel Beckett al igual que su puesta en escena.
La otra novela, titulada Marrow, se publicó por primera vez en 2001. La cuarta esposa se encuentra con que sus cuatro hijos, antes «nacidos aparentemente normales», en palabras de Kirkus Reviews, se han convertido en idiotas, hasta el punto de que su pueblo natal pasó a llamarse el «Pueblo de los idiotas» por esos niños. Intenta convencer a un hombre al que llaman «un intolerante» para que se case con su tercera hija. Se entera de que sus hijos pueden adquirir inteligencia si beben una sopa elaborada con los huesos de las personas relacionadas con ellos. Fisher describió la historia como «un descarado zhiguai xiaoshuo».

## Estilo de escritura
Fisher afirmó que la primera novela tiene una descripción «nauseabundamente vívida» de su escenario. Añadió que, dado que las excreciones humanas y los grandes pechos de las mujeres «casi califican como personajes secundarios», las historias muestran «el mundo de Yan [como] terrenal, masculino y a menudo muy juvenil».

## Recepción
Peter Craven, de Sydney Morning Herald, elogió la «exuberancia metafórica» de la novela y dijo que Días, meses, años es un «libro esperanzador que Yan Lianke ha hecho desde la desesperanza». Publishers Weekly afirmó que las historias se sienten «casi épicas». Kirkus Reviews afirmó que la colección es «literatura memorable».